# Liptovský Hrádok
Liptovský Hrádok er en by i det nordlige Slovakiet. Byen ligger i regionen Žilina, ved bredden af floden Váh. Den ligger kun 300 kilometer fra den slovakiske hovedstad  Bratislava. Byen har et areal på 18,32 km² og en befolkning på 7.154(2021) indbyggere.

## Eksterne links
- Officiel hjemmeside

- Wikimedia Commons har flere filer relateret til Liptovský Hrádok